# Rolf W. Liersch
Rolf Werner Liersch (geboren 1943) ist ein deutscher Science-Fiction-Autor. 
Ab Anfang der 1960er Jahre schrieb Liersch vorwiegend unter Pseudonym Science-Fiction-Erzählungen für verschiedene Heftromanserien. Von 1967 bis 1971 war er der erste Herausgeber der deutschen Ausgabe der Satirezeitschrift MAD. 1981 entwickelte er zusammen mit Thomas R. P. Mielke das Konzept der Heftromanserie Die Terranauten und schrieb zwei Folgen der Heftromanserie und unter seinem wirklichen Namen den Roman Sternenstaub für die Taschenbuchserie, der 1982 für den Kurd-Laßwitz-Preis nominiert war.

## Bibliografie
Die Serien sind nach dem Erscheinungsjahr des ersten Titels geordnet.
Utopia Zukunftsroman (1961 und 1967)
- 282 Der Fänger (als Rolf W. Liersch)
- 522 Der Terra-Agent (als Ed la Rocca)

Rex Corda (1966/1967, als Arno Zoller)
- 3 Die Agenten von Lakton
- 9 Die Falle im Kosmos
- 16 Im Tempel der Sirenen
- 20 Das Schicksal der „Veränderten“
- 24 Der kosmische Verbrecher
- 27 Rebellion der Mutanten
- 33 Chaos in der Galaxis
- 36 Terror im Mikroreich

Zauberkreis Science Fiction (1966–1969, als Chester Henderson)
- 18 Wasser für Travens Planet
- 23 Die Ausgestoßenen der Erde
- 34 Der Schlüssel zur Ewigkeit
- 41 Kosmischer Irrtum
- 53 Kinder der Sterne
- 91 Kampf um Centaurium

Ad Astra (1967/1968, als Arno Zoller)
- 554 Der Wasserkönig aus der Zentaschlucht
- 564 Kolonie über dem Abgrund
- 574 Am Rande der Welten
- 578 Todesfalle Honkie Alpha 3
- 582 Die schwarzen Pyramiden von Gowan
- 588 Gestrandet unter fremder Sonne

Die Terranauten (1981, als Arno Zoller)
- 59 Eine Welt für Yggdrasil
- 60 Duell in der Einsamkeit

Terranauten-Taschenbuch:
- Sternenstaub (als Rolf W. Liersch)

Kurzgeschichten
- Laus im Pelz. In: Alles dreht sich um die Erde. Utopia #506.
- Kopfarbeit. In: Höhenflüge. Bastei SF-Bestseller #22044.